# Мартинович, Александр Андреевич
Алесь Мартинович (рус. Александр Андреевич Мартинович) (род. 18 августа 1946, Козловичи, Бобруйская область) — белорусский писатель, критик, журналист, литературовед. Заслуженный деятель культуры Республики Беларусь (2018).

## Биография
Родился в семье учителей. Отец Андрей Григорьевич преподавал историю, мать Евгения Александровна работала в начальных классах. После окончания в 1964 году Новосёлковской средней школы Копыльского района поступил на белорусское отделение филологического факультета Белорусского государственного университета. С третьего курса перевелся на отделение журналистики. В 1968 году окончил уже факультет журналистики БГУ.
По распределению работал заведующим отдела писем и массовой работы дрогичинской районной газеты «Заветы Ільіча». В 1969 году призван в армию. Служил офицером, командиром мотострелкового взвода в Забайкальском военном округе, поблизости от столицы Бурятии города Улан-Удэ. После увольнения в запас работал в редакциях копыльской районной газеты «Слава працы» и слуцкой районной газеты «Шлях Ільіча».
Около тридцати лет (1972—2001, 2007) работал в газете «Литература и искусство»: с 1972 года — корреспондент отдела литературы, с 1981 года — заведующий отдела информации и литературной жизни.
В ноябре 1999 года одновременно начал работать в журнале «Беларуская думка» (1999—2007): редактор отдела литературы и искусства, заместитель главного редактора, первый заместитель главного редактора.
В дальнейшем заместитель главного редактора журналов «Нёман» (2008—2009) и «Маладосць» (2009—2011). С 2011 года заведующий отдела критики журнала «Полымя».
- Член Союза журналистов Беларуси
- Член Союза писателей Беларуси (с 1987 года)

## Творчество
Выступать в печати как журналист начал ещё школьником. С 1966 года стал публиковать рецензии, литературно-критические статьи.
Автор более чем 30 книг, в том числе изданий по истории для детей: «Святая Евфрасіння» о Ефросинье Полоцкой, «Златавуст з Турава» о Кирилле Туровском, «Сімяён, сын Полацка» о Симеоне Полоцком, «Як Гурка ворагаў граміў» о Иосифе Гурко, сказок («Віця Неслух у краіне мурашоў»), литературоведческих исследований («Іван Чыгрынаў», «Святло чароўнага ліхтарыка: Выбраныя старонкі гісторыі беларускай дзіцячай літаратуры»).
Вершиной творчества является многотомная история Беларуси в личностях (книги «Зерне да зерня», «Хто мы, адкуль мы…», «У часе прасветленыя твары», «Элегіі забытых дарог», «Сполахі далёкіх зарніц», «Свечка на золкім полі», «Птушкі з пакінутых гнёздаў», «Маладзік над заснежаным шляхам», «Исповедь старых замков», «Рагнеда i Рагнедзічы»), в которых впервые в белорусской литературе через жанр художественно-документальных произведений (эссе, очерк, рассказ) прослежены судьбы более чем 300 именитых соотечественников, а также тех, кто родился в других странах, но связал судьбу с Беларусью.
Выступил составителем книг публицистики «Свабоднае грамадства зблізку» (1984), поэзии «Мы і яны» (1985) и «Слова міру і праўды» (1987), «Памяць: Капыльскі раён: Гісторыка-дакументальныя хронікі гарадоў і раёнаў Беларусі» (2001), «Адсюль выток, адсюль натхненне…: Шклоўшчына літаратурная: проза, поэзія, публіцыстыка» (2007) и другие.

## Награды и премии
- Лауреат Государственной премии Республики Беларусь (1998)
- Лауреат литературных премий имени Максима Богдановича, имени Владимира Колесника, «Золотой купидон» (2006, 2007), премии Белорусского союза журналистов «Золотое перо».
- Лауреат Национальной литературной премии (2016)
- Медаль Франциска Скорины (2007).
- Заслуженный деятель культуры Республики Беларусь (2018)[1].
- Почётная грамота Совета Министров Республики Беларусь (6 марта 2002 года) — за многолетний плодотворный труд и значительный личный вклад в развитие белорусской культуры[2]

## Книги
Все книги опубликованы на белорусском языке, если не указано иное.
1. Мастацкі летапіс сучаснасці. — Минск, 1983.
2. Сказаць сваё слова. — Минск, 1989. — на английском, немецком и французском языках.
3. Далучанасць: Літаратурна-крытычныя артыкулы, рэцэнзіі, эсэ. — Минск: Мастацкая літаратура, 1990.
4. Пад небам вечнасці: Артыкулы, эсэ. — Минск: Выдавецтва ЦК КП Беларусі, 1990.
5. Дарога ў запаветнае: Нарысы, артыкулы. — Минск: Юнацтва, 1992. — ISBN 5-7880-0480-2.
6. Ля Каменкі бруістай. — Минск: Полымя, 1992.
7. Жыццё прыгожае пражыць… Нарысы пра ганаровых грамадзян Жлобіна. — Жлобін, 1992.
8. Сувязь: Літаратурна — крытычныя артыкулы. — Минск: Мастацкая літаратура, 1994. — ISBN 5-340-01389-8.
9. Шляхам праўды: Выбраныя старонкі беларускай літаратуры ў святле сённяшняга дня: Літаратурна — крытычныя артыкулы. — Минск: Народная асвета, 1994. — ISBN 985-03-0105-8.
10. Марціновіч А. Баба Яга - Ракетная Нага // Віця Неслух у краіне мурашоў: Апавяданні, казкі. — Минск: Юнацтва, 1995. — ISBN 985-05-0039-5.
11. Дзе ж ты, храм праўды? Літаратурна-крытычныя артыкулы, эсэ. — Минск: Мастацкая літаратура, 1996. — ISBN 985-02-0264-5.
12. Зерне да зерня: гісторыя ў асобах: эсэ, нарысы. — Минск, 1996. — ISBN 985-05-0153-7.
13. Хто мы, адкуль мы…: Гістарычныя эсэ, нарысы: У 2 кнігах. — Минск: Полымя, 1996-1998.
14. Святло чароўнага ліхтарыка: Выбраныя старонкі гісторыі беларускай дзіцячай літаратуры. У 2 кнігах. — Минск: Народная асвета, 1997-1998.
15. У часе прасветленыя твары: Гістарычныя эсэ, нарысы. — Минск: Полымя, 1999. — ISBN 985-07-0297-4.
16. Святая Еўфрасіння: Нарыс. — Минск: Юнацтва, 1999. — ISBN 985-05-0274-6.
17. Іван Чыгрынаў: нарыс жыцця і творчасці. — Минск: Народная асвета, 1999. — ISBN 985-03-0701-3.
18. Златавуст з Турава: Нарыс. — Минск: Юнацтва, 2000.
19. Элегіі забытых дарог: Гістарычныя нарысы, эсэ. — Минск: Полымя, 2001. — ISBN 985-07-0372-5.
20. Сімяон, сын Полацка: Нарыс. — Минск: Юнацтва, 2001.
21. Есть имена, которые не забываются. — Минск: Белфакс, 2001.
22. Як Гурка ворагаў граміў: нарыс. — Минск: Мастацкая літаратура, 2003.
23. Сполахі далёкіх зарніц: гісторыя ў асобах: эсэ, нарысы. — Минск: Мастацкая літаратура, 2005. — ISBN 985-02-0766-3.
24. Свечка на золкім ветры: эсэ. — Минск: Мастацкая літаратура, 2006. — ISBN 985-02-0833-3.
25. Вялічка У., Марціновіч А., Шырко В. Зямля любові нашай: нарысы, эсэ. У 2 т. — Минск: Парадокс, 2006-2007.
26. Птушкі з пакінутых гнёздаў: гісторыя ў асобах: эсэ, нарысы. — Минск: Мастацкая літаратура, 2007. — ISBN 987-985-02-0906-1.
27. Маладзік над заснежаным шляхам: эсэ, нарысы. — Минск: Мастацкая літаратура, 2008. — ISBN 978-985-02-1041-8.
28. Горадна, Горадзен, Гродна: Нарысы / аўт. тэксту А. Марціновіч; фотаздымкі А. Ласмінскага. — Минск: Маст. літ., 2008. — ISBN 978-985-02-0921-4.
29. Исповедь старых замков: документально-художественные очерки. — Минск: Літаратура і Мастацтва, 2009. — ISBN 978-985-6941-01-9.
30. Пяшчота апалага лісця: эсэ, нарысы. — Минск: Маст. літ., 2010. — ISBN 978-985-02-1211-5.
31. Рагнеда i Рагнедзічы: гісторыя ў асобах : нарысы. — Минск: Літаратура i Мастацтва, 2010. — ISBN 978-985-6941-67-5.
32. Григорий Булацкий: Перекрестки судьбы. — Минск: Белфаксиздатгрупп, 2011.
33. Герб, сцяг i гімн Беларускай дзяржавы = Герб, флаг и гимн Белорусской державы : на беларускай і рускай мовах / аўт. тэксту А. А. Марціновіч. — Минск: Мастацкая літаратура, 2011. — ISBN 978-985-02-1185-9.
34. Серенада под сенью столетий: Признание в любви Беловежской пуще. — Минск: Беларуская навука, 2011. — ISBN 978-985-08-1254-4.
35. Нежность звёздного неба: Историческая повесть. — Минск: Літаратура і мастацтва, 2011. — ISBN 978-985-6994-49-7.
36. Свяці, зорка, свяці: Дзецям пра Максіма Багдановіча: нарысы. — Минск: Мастацкая літаратура, 2011. — ISBN 978-985-02-1302-0.
37. Успамін пра будучыню: мастацка-гістарычныя апавяданні, эсэ. — Минск: Мастацкая літаратура, 2012. — ISBN 978-985-02-1397-6.
38. Кот, які сябраваў з камп'ютарам: казкі, апавяданні. — Минск: Народная асвета, 2012. — ISBN 978-985-03-1980-7.
39. Брама, адчыненая ў вечнасць: дзецям пра Максіма Гарэцкага: нарысы. — Минск: Мастацкая літаратура, 2013. — ISBN 978-985-02-1423-2.
40. Элаіза Пашкевіч: Цётка ўсіх беларусаў. — Минск: Харвест, 2013. — ISBN 978-985-18-1983-2.
41. Рыгор Шырма: З песня праз усё жыццё. — Минск: Харвест, 2013. — ISBN 978-985-18-2128-6.
42. Ігнат Буйніцкі: З кагорты першапраходцаў. — Минск: Харвест, 2013. — ISBN 978-985-18-2129-6.
43. Уладзіслаў Сыракомля: Лірнік зямлі беларускай. — Минск: Харвест, 2013. — ISBN 978-985-20-2127-9.
44. Ангел и без крыльев — ангел: историческая повесть. — Минск: Мастацкая літаратура, 2014. — ISBN 978-985-02-1551-2.
45. Жаркое солнце Эфиопии: историко-приключенческий роман: в 2 кн. — Минск: Звязда, 2014.
46. Цяпло колішніх вогнішчаў: гістарычныя апавяданні, эсэ. — Минск: Беларуская Энцыклапедыя, 2015.
47. Бяссонне Млечнага шляху: выбраныя старонкі беларускай літаратуры. — Минск: Беларусь, 2016. — ISBN 978-985-01-1187-6.
48. Гісторыя праз лёсы. — Минск: Беларусь, 2016.